# Omar Gallardo
Omar Ricardo Gallardo (1 de abril de 1979, Moreno, Buenos Aires, Argentina) es un exfutbolista argentino que se desempañaba como volante central.

## Trayectoria
Comenzó su carrera profesional en San Lorenzo de la Primera División en 1999, tras un año al tener pocas chances en el equipo titular de dicho club, es transferido a Almagro que un año siguiente caía en descenso a la Segunda división del fútbol argentino, donde jugó cinco temporadas, dos en primera y tres en segunda división, luego es fichado por Nueva Chicago en la temporada 2005/2006 donde logra el ascenso a primera tras ser campeón del nacional B, pero no sería tenido en cuenta y volvería a la segunda categoría pero para defender los colores del Club Atlético Chacarita Juniors donde jugó dos temporadas.
En el año 2012 es fichado por Sportivo Estudiantes luego de haber vestido las camisetas de Aldosivi, San Martín de San Juan, Atlético Tucumán y Brown de Puerto Madryn. El mismo año que es fichado por el club puntano ganaría el Torneo del Interior 2012, un año más tarde el Torneo Argentino B 2012/13, al siguiente año participaría en el Torneo Argentino B 2013/14 pero no lograría el campeonato, en ese mismo año se jugaría el Torneo Federal A 2014 y lograría coronarse campeón otra vez, como tercera vez consecutiva lo logró como capitán entrando en la historia del club albiverde por ganar 3 títulos nacionales en 3 años.
Actualmente retirado del fútbol profesional, juega en el senior de San Lorenzo, y en intercountry de la Asociación Deportiva Country Canning (ADCC) para el barrio San Elíseo, juntos a otros jugadores en diversos barrios, como Pipí Romagnoli, Morel Rodríguez, Pelletieri, Pernia, Campodonico, entre otros.

## Clubes
| Club                    | País      | Año         | PJ  |
| ----------------------- | --------- | ----------- | --- |
| San Lorenzo de Almagro  | Argentina | 1999 - 2000 | 26  |
| Almagro                 | Argentina | 2000 - 2005 | 140 |
| Nueva Chicago           | Argentina | 2005 - 2006 | 28  |
| Chacarita Juniors       | Argentina | 2006 - 2008 | 61  |
| Aldosivi                | Argentina | 2008 - 2009 | 33  |
| San Martín (San Juan)   | Argentina | 2009 - 2010 | 32  |
| Atlético Tucumán        | Argentina | 2010 - 2011 | 29  |
| Brown de Puerto Madryn  | Argentina | 2011 - 2012 | 12  |
| Estudiantes de San Luis | Argentina | 2012 - 2015 | 96  |
| Excursionistas          | Argentina | 2016 - 2017 | 35  |

## Palmarés
| Título                            | Club                 | País      | Año  |
| --------------------------------- | -------------------- | --------- | ---- |
| Torneo Primera B Nacional 2005/06 | Nueva Chicago        | Argentina | 2006 |
| TDI 2012                          | Sportivo Estudiantes | Argentina | 2012 |
| Argentino B 2012/13               | Sportivo Estudiantes | Argentina | 2013 |
| Federal A 2014                    | Sportivo Estudiantes | Argentina | 2014 |
| Primera C 2016                    | Excursionistas       | Argentina | 2016 |